# Grauhain
Der Grauhain bei Walpersdorf im nordrhein-westfälischen Kreis Siegen-Wittgenstein ist eine 638,4 m ü. NHN hohe Erhebung des Ederkopf-Lahnkopf-Rückens im Rothaargebirge.

## Geographie

### Lage
Der Grauhain befindet sich jeweils im Süden von Rothaargebirge und Naturpark Sauerland-Rothaargebirge auf dem Ederkopf-Lahnkopf-Rücken. Der Gipfel der zu den Gemarkungen von Walpersdorf und Nenkersdorf, zwei Ortsteilen von Netphen, gehörenden Erhebung liegt etwa 2,7 km ostnordöstlich von Walpersdorf und 1,4 km nördlich des Nenkersdorfer Weilers Lahnhof sowie 1,7 km südsüdwestlich von Großenbach und 2,3 km westsüdwestlich vom Volkholzer Weiler Welschengeheu, die beide zu Bad Laasphe gehören. Nordnordöstlicher Nachbar des Grauhain ist der jenseits der Ilmquelle gelegene Jägerhain (650,7 m) und südlicher der Lahnkopf (624,9 m) mit der Lahnquelle.

### Naturräumliche Zuordnung
Der Grauhain gehört einerseits in der naturräumlichen Haupteinheitengruppe Süderbergland (Nr. 33), in der Haupteinheit Rothaargebirge (mit Hochsauerland) (333) und in der Untereinheit Dill-Lahn-Eder-Quellgebiet (333.0) zum Naturraum Ederkopf-Lahnkopf-Rücken (333.01) im Osten und andererseits in der Haupteinheit Siegerland (331) zur Untereinheit Siegerländer Rothaar-Vorhöhen (331.2) im Westen.

### Fließgewässer und Lahn-Sieg-Wasserscheide
Über den Grauhain verläuft die Lahn-Sieg-Wasserscheide. Etwa 490 m nördlich vom Grauhaingipfel (Südsüdostkuppe) entspringt auf dem Übergangsbereich zum Jägerhain die Ilm als Zufluss der in den Rhein mündenden Lahn. Auf der Westflanke des Berges liegt die Quelle des Langenbachs, und auf dem Südwesthang entspringt der Butzbach als Zufluss des auf dem Südhang entspringenden Sindernbachs (Sinnernbach, Sinnersbach); deren Wasser erreicht durch die Sieg ebenfalls den Rhein. Nahe liegen auf dem Lahnkopf die Lahnquelle (Lahntopf) und auf dem Jägerhain die Siegquelle.

## Schutzgebiete
Auf der Ostflanke des Grauhain liegt das Naturschutzgebiet Auerhahnwald (CDDA-Nr. 81326; 1934 ausgewiesen; 14,46 ha groß). Auf der Erhebung befinden sich Teile des Landschaftsschutzgebiets Netphen (CDDA-Nr. 555558489; 1985; 117,4529 km²). Bis auf die nördlichen und östlichen Hochlagen des Berges reichen auch Teile des Fauna-Flora-Habitat-Gebiets Rothaarkamm und Wiesentäler (FFH-Nr. 5015-301; 34,46 km²).

## Verkehr und Wandern
Über die gipfelnahen östlichen Hochlagen des Grauhain führt von der nahe Großenbach gelegenen Siegquelle (Jägerhain) im Norden über den Grauhain und westlich vorbei am Lahnkopf zur in Lahnhof gelegenen Lahnquelle als Teil der Landesstraße 722 die Eisenstraße des Rothaargebirges. Nahe der Ilmquelle verläuft sie auf 622,7 m Höhe, um dann östlich der Südsüdostkuppe etwa 633 m Höhe zu erreichen. Erst parallel zur Eisenstraße und dann, etwas westlich entfernt von der Straße, führt über den Sattel zwischen beiden Kuppen des Grauhain der Rothaarsteig, der in Bergnähe die Sieg-, Ilm- und Lahnquelle miteinander verbindet und, einiges nordwestlich abseits des Berges, die Ederquelle passiert.